# Пейс, Норман
Норман Пейс (Norman R. Pace; род. 1942) — американский биолог, биохимик и микробиолог, специалист по микробной экологии и эволюции.
Доктор философии, заслуженный профессор Колорадского университета в Боулдере (эмерит). Член НАН США (1991). Участник открытия каталитической РНК, первопроходец метагеномики и микробиомных исследований.

## Биография
Родился и вырос в небольшой фермерской общине в штате Индиана.
Окончил с отличием Индианский университет в Блумингтоне (бакалавр бактериологии, 1964). В 1967 году получил степень доктора философии в Иллинойсском университете в Урбане-Шампейне и затем до 1969 года там же являлся фелло-постдоком. Именно там он заинтересовался РНК. С 1969 года ассистент-, с 1975 года ассоциированный, с 1982 по 1984 год профессор медицинского центра Колорадского университета, где запустил собственную лабораторию. Также в 1969—1974 гг. числился в National Jewish Health. C 1984 по 1996 год профессор Индианского университета, заслуженный с 1992 года. В 1996—1999 гг. профессор Калифорнийского университета в Беркли. С 1998 года профессор Колорадского университета в Боулдере, заслуженный с 2008 года. В 2000—2003 гг. исследователь NASA Astrobiology Institute. С 1998 года член редколлегии Environmental Microbiology. Фелло Американской ассоциации содействия развитию науки (1989), Американской академии искусств и наук (1991), Американской академии микробиологии (1995). Член совета директоров Monterey Bay Aquarium Research Institute. Его лаборатория опубликовала первую метагеномическую библиотеку. Среди испытавших его влияние называют Hazel Barton, у него учились Edward DeLong и Philip Hugenholtz.
Он также является видным спелеоисследователем, фелло National Speleological Society (NSS). Впервые попал в пещеру в возрасте 14 лет, впоследствии обойдя их более сотни. В 1970-х чуть было не погиб в одной из мексиканских пещер. Проводил исследования на борту подлодки «Алвин». Любопытно, что он старается избегать рукопожатий.
Опубликовал более 267 работ.

## Награды и отличия
- NSS Bicking Award (1987)
- Procter & Gamble Award in Applied and Environmental Microbiology, American Society for Microbiology[англ.] (1996)
- Selman A. Waksman Award in Microbiology[англ.] НАН США (2001)
- Стипендия Мак-Артура (2001[7])[8]
- Abbott-ASM Lifetime Achievement Award (2007)[9]
- RNA Society Lifetime Achievement Award (2008)
- Jim Tiedje Award, ISME (2008)
- Премия Мэссри (2017, совместно с Rob Knight (biologist) и Джеффри Гордоном)[10]
- Stanley Miller Medal[англ.] НАН США (2019)[11]

Почётный доктор Университета Британской Колумбии (1997) и Индианского университета (2018).